# Kelita Zupancicová
Kelita Zupancicová (Zupančičová) (* 9. května 1990 North York) je kanadská zápasnice – judistka a grapplerka slovinského původu.

## Sportovní kariéra
S judem začínala v 5 letech v Oshawě po vzoru svého otce Eddieho. Vrcholově se připravovala ve sportovním tréninkovém centru v Montréalu pod vedením Hiroši Nakamury. V kanadské ženské reprezentaci se pohybuje od roku 2009 ve střední váze do 70 kg. V roce 2012 získala panamerickou kontinentální kvótu pro start na olympijských hrách v Londýně, kde nestačila v úvodním kole na pozdější vítězku Francouzku Lucii Décosseovou. Od roku 2013 patří mezi výrazné tváře ženské střední váhy. V roce 2015 získala před domácím publikem zlatou medaili na panamerických hrách. V roce 2016 se kvalifikovala na olympijské hry v Riu. Po úvodní taktické výhře na šido nad Esther Stamovou z Gruzie, prohrála ve čtvrtfinále v prodloužení s Japonkou Harukou Tačimotovou po kombinaci o-uči-gari a o-soto-gari. V opravách prohrála s Rakušankou Bernadette Grafovou a obsadila 7. místo.
Od roku 2017 se připravuje mimo kanadskou reprezentaci individuálně ve Spojených státech v Bostonu, kde žije s přítelem Travisem Stevensonem.

### Vítězství na mezinárodních turnajích
- 2010 – 1x světový pohár (Baku)
- 2013 – 2x světový pohár (Oberwart, Baku)
- 2014 – 1x světový pohár (Záhřeb)
- 2017 – 1x světový pohár (Santiago)

## Výsledky
| Olympijské hry          |     |   | —   |     |     |     | úč. |     |    |     | 7. |     |    |  |  |  |  |  |  |  |  |  |  |  |
| Mistrovství světa       |     | — |     | —   | úč. | úč. |     | úč. | 7. | úč. |    | úč. | 7. |  |  |  |  |  |  |  |  |  |  |  |
| Panamerické hry         |     | — |     |     |     | 5.  |     |     |    | 1.  |    |     |    |  |  |  |  |  |  |  |  |  |  |  |
| Panamerické mistrovství | —   | — | —   | 3.  | 1.  | 3.  | 3.  | 1.  | 2. | 1.  | 2. | 2.  | 3. |  |  |  |  |  |  |  |  |  |  |  |
| MS juniorů              | úč. |   | úč. | úč. |     |     |     |     |    |     |    |     |    |  |  |  |  |  |  |  |  |  |  |  |